# Devon Bostick
Devon Bostick (Toronto, 13 de noviembre de 1991) es un actor canadiense. Ha trabajado, entre otras, en las películas Adoration, Diary of a Wimpy Kid (2010)  y en la serie de televisión The 100.

## Biografía
Devon Bostick nació el 13 de noviembre de 1991 en Toronto. Es hijo de Stephanie Gorin, directora de casting y del actor Joe Bostick. Tiene un hermano menor, Jesse, también actor.

## Filmografía

### Cine
| Año  | Película                              | Papel                    | Notas        |
| ---- | ------------------------------------- | ------------------------ | ------------ |
| 2003 | The Truth About the Head              | Niño                     |              |
| 2004 | Godsend                               | Zachary Clark Wells      |              |
| 2005 | Land of the Dead                      | Brian                    |              |
| 2006 | King of Sorrow                        | Hombre bajo              |              |
| 2006 | Aruba                                 | Mark                     |              |
| 2006 | Citizen Duane                         | Maurie Balfour           |              |
| 2006 | American Pie Presents The Naked Mile  | Estudiante N° 4          |              |
| 2007 | The Poet                              | Guardia N° 1             |              |
| 2007 | Fugitive Pieces                       | Ben adolescente          |              |
| 2007 | The Stone Angel                       | Marvin joven             |              |
| 2007 | Saw IV                                | Derek                    |              |
| 2008 | Adoration                             | Simon                    |              |
| 2008 | The Dreaming                          | Niño                     |              |
| 2009 | Survival of the Dead                  | Niño                     |              |
| 2009 | Saw VI                                | Brent Abbott             |              |
| 2009 | Assassin's Creed: Lineage             | Ezio Auditore da Firenze | Cortometraje |
| 2010 | Diary of a Wimpy Kid                  | Rodrick Heffley          |              |
| 2010 | Verona                                | Christopher              | Cortometraje |
| 2011 | The Entitled                          | Dean Taylor              |              |
| 2011 | Hidden 3D                             | Lucas                    |              |
| 2011 | The Sacrifice                         | Mike                     |              |
| 2011 | Diary of a Wimpy Kid 2: Rodrick Rules | Rodrick Heffley          |              |
| 2012 | Diary of a Wimpy Kid 3: Dog Days      | Rodrick Heffley          |              |
| 2012 | Dead Before Dawn                      | Casper Galloway          |              |
| 2012 | A Dark Truth                          | Renaldo                  |              |
| 2014 | Small time                            | Fred                     |              |
| 2015 | Regresión                             | Roy Gray                 |              |
| 2016 | Being Charlie                         | Adam                     |              |
| 2017 | Okja                                  | Silver                   |              |
| 2019 | Tuscaloosa                            | Billy                    |              |
| 2023 | Oppenheimer                           | Seth Neddermeyer         |              |

### Televisión
| Año       | Título                                 | Papel            | Notas                    |
| --------- | -------------------------------------- | ---------------- | ------------------------ |
| 1998      | Exhibit A: Secrets of Forensic Science | Son              | 1 episodio               |
| 2002–2003 | Odyssey 5                              | Gothic Teen      | 2 episodios              |
| 2003      | DC 9/11: Time of Crisis                | Hijo del bombero | Película para televisión |
| 2003      | Jake 2.0                               | Niño             | 1 episodio               |
| 2004      | 1-800-Missing                          | Zack             | 1 episodio               |
| 2004      | Hustle                                 | Niño             | Película para televisión |
| 2005      | Knights of the South Bronx             | Darren           | Película para televisión |
| 2006–2007 | Degrassi: The Next Generation          | Nic              | 3 episodios              |
| 2007      | Stump                                  | Ryan             |                          |
| 2007      | A Life Interrupted                     | Bobby joven      | Película para televisión |
| 2007      | The Altar Boy Gang                     | Terry            | Película para televisión |
| 2008      | Princess                               | chico joven      | Película para televisión |
| 2008      | Roxy Hunter and the Horrific Halloween | Drew             | Película para televisión |
| 2009      | The Good Germany                       | Dale Mackay      | 1 episodio               |
| 2009      | Guns                                   | Niño N° 3        | 2 episodios              |
| 2009      | The Border                             | Ali Jabir        | 1 episodio               |
| 2009      | Being Erica                            | Leo Strange      | 13 episodios             |
| 2010      | Rookie Blue                            | Martin Bentz     | 1 episodio               |
| 2010      | Flashpoint                             | Paul             | 1 episodio               |
| 2010      | Haven                                  | Jimmy            | 1 episodio               |
| 2011      | She's the Mayor                        | Doctor Jimmy     | 1 episodio               |
| 2011      | The Listener                           | Bennie           | 1 episodio               |
| 2014-2017 | The 100                                | Jasper Jordan    | 41 episodios             |
| 2023-¿?   | FUBAR                                  | Oscar Brunner    | ¿? episodios             |

### Videos
| Año  | Título                  | Cantante  |
| ---- | ----------------------- | --------- |
| 2015 | "Til It Happens to You" | Lady Gaga |
| 2016 | "Emeralds"              | Letts     |